# Eddie Cheever
Edward McKay Cheever Jr., detto Eddie (Phoenix, 10 gennaio 1958), è un ex pilota automobilistico statunitense.
Chiamato anche "L'americano de Roma" per aver trascorso la propria infanzia in Italia, nel corso della sua carriera ha gareggiato nelle più importanti categorie sportive dell'automobilismo, tra le quali Formula 1, Sport Prototipo e nei campionati CART e IRL in America.
Cheever ha partecipato a 143 Gran Premi di Formula 1, ottenendo come miglior risultato due secondi posti. Passato stabilmente alle gare americane negli anni '90, tra i suoi maggiori successi risulta la vittoria della 500 Miglia di Indianapolis del 1998 e due terzi posti nella classifica generale della IRL nei campionati 1996-1997 e nel 2000.
Terminata la carriera di pilota, è rimasto nel mondo delle corse, gestendo una propria squadra, la Cheever Racing, che ha preso parte a diverse edizioni del campionato IRL.
È inoltre fratello di Ross Cheveer, anch'egli ex pilota.

## Carriera

### Gli inizi
Nato a Phoenix, la famiglia si trasferì quando ancora era bambino in Italia a Roma. Il padre lo introdusse giovanissimo al mondo dei motori e a 15 anni vinse sia il titolo italiano che quello europeo di karting. Negli anni successivi corse poi in Formula 3 e in Formula 2.

### Formula 1

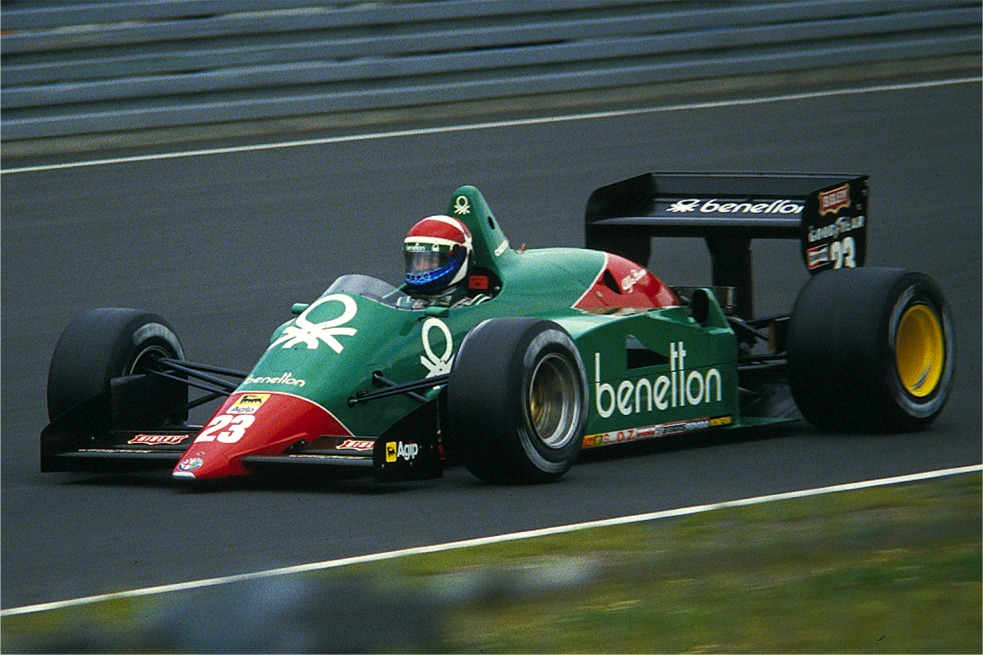
Eddie Cheever con l'Alfa Romeo 185T al Nürburgring nel 1985

Cheever raggiunse poi la Formula 1 nel 1978, quando venne ingaggiato dall'esordiente Theodore Racing: la vettura era assai poco competitiva e Cheever dopo due fallite qualificazioni passò all'ormai decaduta Hesketh con la quale si qualificò in Sudafrica con un 25º posto. Comunque la sua gara durò poco, infatti all'8º giro il motore Ford lo tradì, dopodiché la scuderia chiuse i battenti e Cheever si dedicò completamente alla Formula 2. Nel 1979 fu terzo in campionato con l'Osella vincendo tre gare e restando in lotta per il titolo sino all'ultima gara.
Il ritorno del pilota in Formula 1 avvenne nel 1980 alla guida della modesta Osella. Anche quell'anno non conquistò punti iridati e non si qualificò nelle prime due gare. In Sudafrica ottenne la qualificazione con la ventitreesima piazza, ma si ritirò, così come nella gara successiva. Ancora una volta non si qualificò in Belgio e a Monaco. Riuscì a concludere una gara solo al GP di Italia con un 12º posto a 3 giri dal vincitore. 

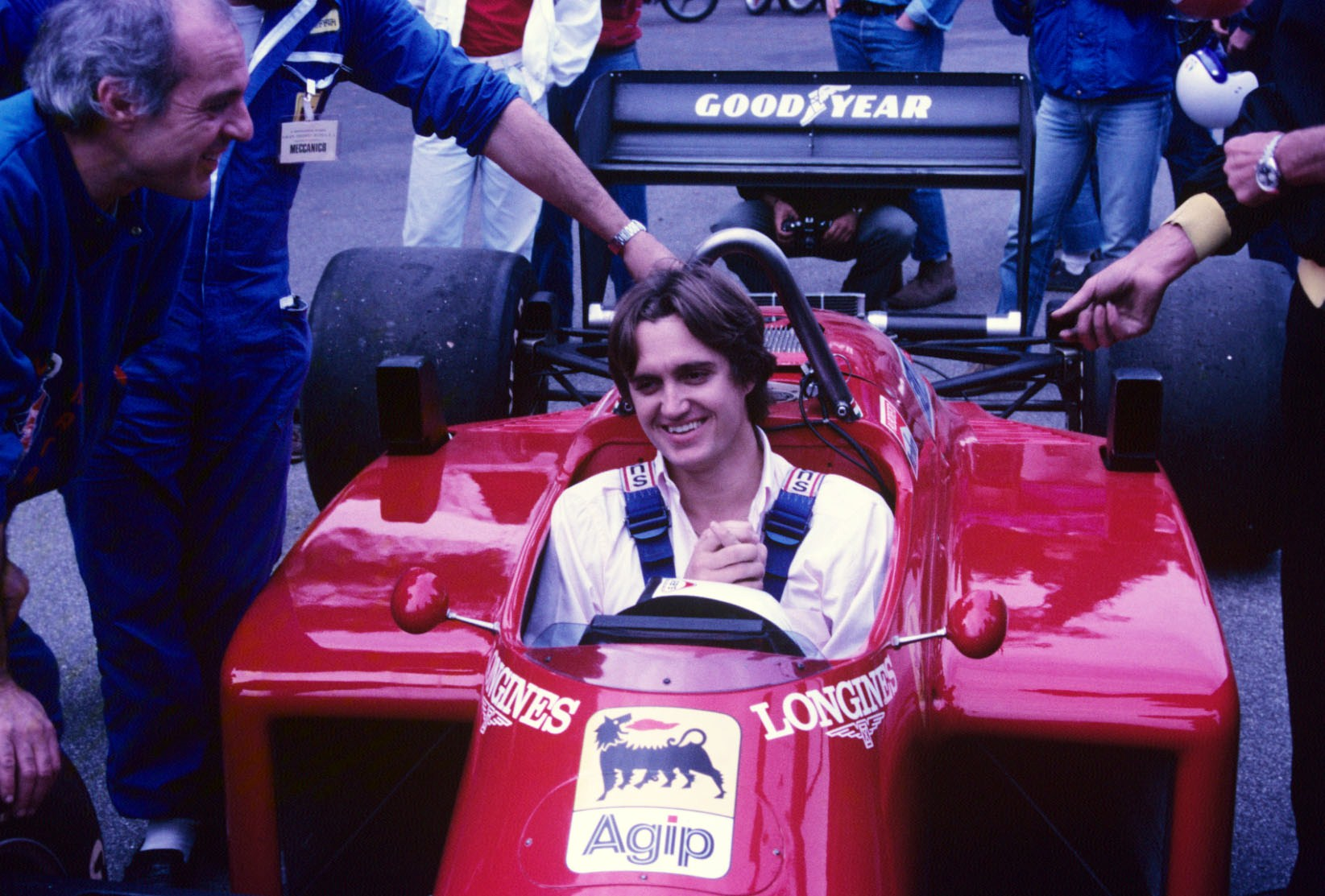
Eddie Cheveer su Ferrari alla rievocazione del circuito di Caracalla, Roma, 1986.

I suoi sforzi vennero però notati dalla Tyrrell, che lo ingaggiò per la stagione 1981. Cheever ripagò con 10 punti iridati. L'anno successivo passò alla Ligier e conquistò tre podii (secondo a Detroit, terzo in Belgio e a Las Vegas), concludendo al dodicesimo posto in classifica piloti.
La Renault lo ingaggiò per il 1983 e Cheever ebbe la sua migliore annata, anche se perse nettamente il confronto con Alain Prost, suo compagno di squadra. Eddie ottenne un secondo e tre terzi posti.
Nel 1984 passò all'italiana Alfa Romeo. Il primo anno non fu soddisfacente e l'americano si dovette accontentare di tre punti, presi in Brasile. Ancora peggio fu il 1985, in cui Cheever non ottenne punti. 

Cheever sul podio del Gran Premio d'Italia 1988, assieme ai due ferraristi Alboreto e Berger.

Nel 1986 disputò una sola corsa, quella di Detroit, per la Lola al posto dell'infortunato Tambay. Finalmente nel 1987 l'americano trovò un'auto competitiva: la Arrows. Con questa ottenne 8 punti nella sua prima annata.
Cheever rimase in Arrows fino al 1989, ottenendo anche due podi: un insperato terzo posto in Italia nel 1988, e un analogo risultato un anno dopo negli Usa. Chiuse quindi l'esperienza in F1 con 132 gp, senza mai aver vinto, conquistando come miglior risultato due secondi posti.

### CART

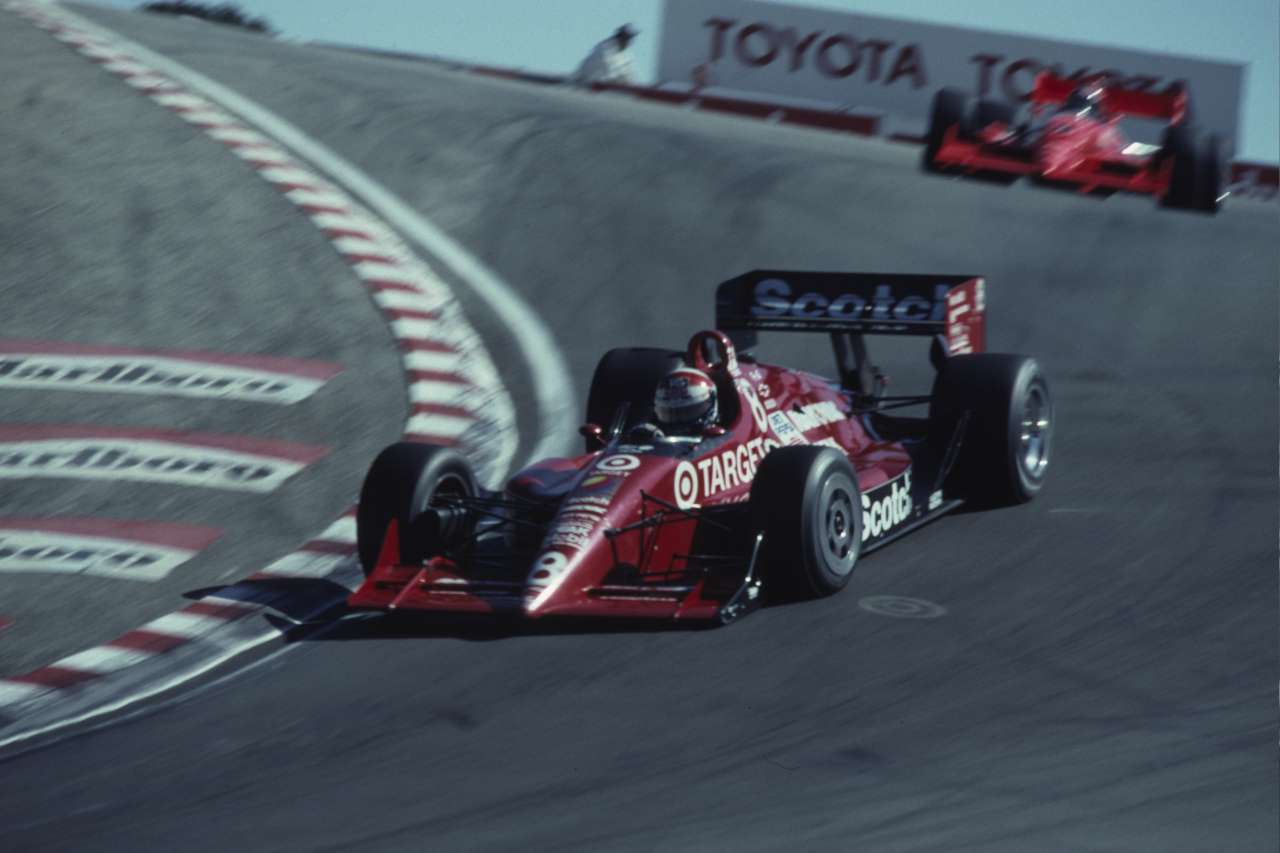
Cheever nelle Champ Car nel 1991

Cheever ha partecipato successivamente campionato CART, senza mai ottenere brillanti risultati (riuscì comunque a conquistare il titolo di debuttante dell'anno nel 1990). La sua prima partecipazione risale al 1986, anno in cui non conquistò nemmeno un punto. Ritiratosi dalla Formula 1 si dedicò completamente alla categoria, conquistando come miglior risultato un nono posto in classifica finale per due anni consecutivi: nel 1990 e nel 1991.

### L'IRL
Archiviata l'esperienza nella categoria CART, Cheever si unì alla Indy Racing League e corse per varie edizioni nella categoria, disputando anche la 500 miglia di Indianapolis. Arrivato nel 1996, l'anno successivo fondò un suo team e ottenne il suo miglior risultato nella categoria: 3º. Negli anni seguenti il pilota statunitense continuò a disputare la famosa corsa e riuscì a vincerla nel 1998 pilotando una Dallara-Oldsmobile.

### GP Master
Nel 2005 Eddie Cheever ha partecipato anche alla GP Masters, categoria in cui gareggiano gli ex piloti di Formula 1 che hanno oltre 45 anni, vincendo l'ultimo GP della categoria nel 2006.

## Risultati

### Risultati completi in Formula 1
| 1978 | Scuderia         | Vettura   |    |    |     |  |  |  |  |  |  |  |  |  |  |  |  |  |  | Punti | Pos. |
| ---- | ---------------- | --------- | -- | -- | --- |  |  |  |  |  |  |  |  |  |  |  |  |  |  | ----- | ---- |
| 1978 | Theodore Hesketh | TR1 P308E | NQ | NQ | Rit |  |  |  |  |  |  |  |  |  |  |  |  |  |  | 0     |      |

| 1980 | Scuderia | Vettura |    |    |     |     |    |    |     |     |     |     |     |    |     |     |  |  |  | Punti | Pos. |
| ---- | -------- | ------- | -- | -- | --- | --- | -- | -- | --- | --- | --- | --- | --- | -- | --- | --- |  |  |  | ----- | ---- |
| 1980 | Osella   | FA1     | NQ | NQ | Rit | Rit | NQ | NQ | Rit | Rit | Rit | Rit | Rit | 12 | Rit | Rit |  |  |  | 0     |      |

| 1981 | Scuderia | Vettura   |   |    |     |     |   |   |    |    |   |   |    |     |     |    |     |  |  | Punti | Pos. |
| ---- | -------- | --------- | - | -- | --- | --- | - | - | -- | -- | - | - | -- | --- | --- | -- | --- |  |  | ----- | ---- |
| 1981 | Tyrrell  | 010 e 011 | 5 | NC | Rit | Rit | 6 | 5 | NC | 13 | 4 | 5 | NQ | Rit | Rit | 12 | Rit |  |  | 10    | 12º  |

| 1982 | Scuderia | Vettura     |     |     |     |  |   |     |   |    |    |     |    |     |     |    |   |   |  | Punti | Pos. |
| ---- | -------- | ----------- | --- | --- | --- |  | - | --- | - | -- | -- | --- | -- | --- | --- | -- | - | - |  | ----- | ---- |
| 1982 | Ligier   | JS17 e JS19 | Rit | Rit | Rit |  | 3 | Rit | 2 | 10 | NQ | Rit | 16 | Rit | Rit | NC | 6 | 3 |  | 15    | 12º  |

| 1983 | Scuderia | Vettura      |     |    |   |     |     |   |     |   |     |     |   |     |   |    |   |  |  | Punti | Pos. |
| ---- | -------- | ------------ | --- | -- | - | --- | --- | - | --- | - | --- | --- | - | --- | - | -- | - |  |  | ----- | ---- |
| 1983 | Renault  | RE30C e RE40 | Rit | 13 | 3 | Rit | Rit | 3 | Rit | 2 | Rit | Rit | 4 | Rit | 3 | 10 | 6 |  |  | 22    | 7º   |

| 1984 | Scuderia   | Vettura |   |     |     |   |     |    |    |     |     |     |     |     |    |   |     |    |  | Punti | Pos. |
| ---- | ---------- | ------- | - | --- | --- | - | --- | -- | -- | --- | --- | --- | --- | --- | -- | - | --- | -- |  | ----- | ---- |
| 1984 | Alfa Romeo | 184T    | 4 | Rit | Rit | 7 | Rit | NQ | 11 | Rit | Rit | Rit | Rit | Rit | 13 | 9 | Rit | 17 |  | 3     | 16º  |

| 1985 | Scuderia   | Vettura      |     |     |     |     |    |   |    |     |     |     |     |     |     |    |     |     |  | Punti | Pos. |
| ---- | ---------- | ------------ | --- | --- | --- | --- | -- | - | -- | --- | --- | --- | --- | --- | --- | -- | --- | --- |  | ----- | ---- |
| 1985 | Alfa Romeo | 184TB e 185T | Rit | Rit | Rit | Rit | 17 | 9 | 10 | Rit | Rit | Rit | Rit | Rit | Rit | 11 | Rit | Rit |  | 0     |      |

| 1986 | Scuderia | Vettura |  |  |  |  |  |  |     |  |  |  |  |  |  |  |  |  |  | Punti | Pos. |
| ---- | -------- | ------- |  |  |  |  |  |  | --- |  |  |  |  |  |  |  |  |  |  | ----- | ---- |
| 1986 | Lola     | THL1    |  |  |  |  |  |  | Rit |  |  |  |  |  |  |  |  |  |  | 0     |      |

| 1987 | Scuderia | Vettura |     |     |   |     |   |     |     |     |   |     |     |   |   |   |   |     |  | Punti | Pos. |
| ---- | -------- | ------- | --- | --- | - | --- | - | --- | --- | --- | - | --- | --- | - | - | - | - | --- |  | ----- | ---- |
| 1987 | Arrows   | A10     | Rit | Rit | 4 | Rit | 6 | Rit | Rit | Rit | 8 | Rit | Rit | 6 | 8 | 4 | 9 | Rit |  | 8     | 10º  |

| 1988 | Scuderia | Vettura |   |   |     |   |     |     |    |   |    |     |   |   |     |     |     |     |  | Punti | Pos. |
| ---- | -------- | ------- | - | - | --- | - | --- | --- | -- | - | -- | --- | - | - | --- | --- | --- | --- |  | ----- | ---- |
| 1988 | Arrows   | A10B    | 8 | 7 | Rit | 6 | Rit | Rit | 11 | 7 | 10 | Rit | 6 | 3 | Rit | Rit | Rit | Rit |  | 6     | 12º  |

| 1989 | Scuderia | Vettura |     |   |   |   |   |     |   |    |    |   |     |    |     |     |   |     |  | Punti | Pos. |
| ---- | -------- | ------- | --- | - | - | - | - | --- | - | -- | -- | - | --- | -- | --- | --- | - | --- |  | ----- | ---- |
| 1989 | Arrows   | A11     | Rit | 9 | 7 | 7 | 3 | Rit | 7 | NQ | 12 | 5 | Rit | NQ | Rit | Rit | 8 | Rit |  | 6     | 11º  |

| Legenda | 1º posto     | 2º posto | 3º posto    | A punti         | Senza punti/Non class.  | Grassetto – Pole position Corsivo – Giro più veloce |
| Legenda | Squalificato | Ritirato | Non partito | Non qualificato | Solo prove/Terzo pilota | Grassetto – Pole position Corsivo – Giro più veloce |

### Risultati nella 24 Ore di Le Mans
| Anno | Team                 | Co-piloti                   | Auto            | Classe | Giri | Pos. | Class Pos. |
| ---- | -------------------- | --------------------------- | --------------- | ------ | ---- | ---- | ---------- |
| 2025 | Ziggo Sport Tempesta | Chris Froggatt Jonathan Hui | Ferrari 296 GT3 | GT3    | 335  | 46°  | 14°        |